# Sergio Jiménez
Sergio Jiménez (* 17. Dezember 1937 in Mexiko-Stadt, Mexiko; † 2. Januar 2007 ebenda) war ein mexikanischer Schauspieler und Filmregisseur. Während seiner fast 40-jährigen Karriere spielte er in über 50 Film- und Fernsehproduktionen als Darsteller mit und inszenierte als Regisseur diverse Serien für das nationale Fernsehen.
Sergio Jiménez begann seine Karriere 1966 als Darsteller in Juan Ibáñez’ Film Los Caifanes, wo er an der Seite von Enrique Álvarez Félix die Rolle der El Gato (dt.: „Die Katze“) spielte. Weitere Film- und Theaterrollen schlossen sich an. Gemeinsam mit der Schauspielerin Adriana Barraza gründete er eine Schauspielschule, an der er unterrichtete, so dass er von vielen mexikanischen Darstellern den Beinamen „Der Lehrer“ bekam.
Neben seinem Wirken als Schauspieler wurde er auch als Regisseur von Telenovelas und Fernsehserien bekannt. Eine seiner letzten Regietätigkeiten hatte Jiménez für die mexikanische Serie La Fea más bella, als er 69-jährig an den Folgen eines Herzinfarkts in seiner Heimatstadt starb.